# Papa Lando
Lando (Sabina, c. 865 — Roma, c. 5 de fevereiro de 914) foi o 121.º Sumo Pontífice. Eleito em 7 de julho de 913, subiu ao trono papal por intriga de uma das várias facções romanas. Morreu misteriosamente, depois de ter conseguido estabelecer a paz no meio de tantas lutas internas. Morreu em 5 de fevereiro de 914, apenas seis meses após a consagração.